# Rio Ohlanga
Rio Ohlanga é um rio da África do Sul.